# Fernando Tordo
Fernando Travassos Tordo ComM • ComL (Anjos, Lisboa, 29 de Março de 1948) é um cantor e compositor português.
Compôs algumas das canções mais emblemáticas do cancioneiro da língua portuguesa, sendo considerado uma figura tutelar da música portuguesa pela extensão e originalidade da sua obra. É um dos pioneiros da música de intervenção em Portugal e, mais tarde, da música ligeira.
Destaca-se a sua colaboração como compositor de poemas de José Carlos Ary dos Santos, entre elas Tourada Estrela da Tarde, Lisboa Menina e Moça, Cavalo à Solta, Balada para os Nossos Filhos, O Amigo que Eu Canto, Meu Corpo ou Novo Fado Alegre.
Os seus temas são cantados por intérpretes como Carlos do Carmo, Mariza, Carminho, Amor Electro, Simone de Oliveira, Beatriz da Conceição, Ana Moura, António Zambujo, Ivan Lins e Dulce Pontes, entre outros.
Enquanto intérprete venceu duas vezes o Festival RTP da Canção — em 1973 com Tourada e em 1977 com Portugal no Coração.

## Biografia
Nasceu em Lisboa no dia 29 de Março de 1948, filho de Adelaide Emília Fernanda Travassos Tordo e Fernando Tordo. Tem quatro filhos: Joana Tordo, João Tordo, Filipe Tordo e Francisco Tordo. O músico começou a cantar aos 16 anos, passou pelos Deltons e pelos Sheiks, em 1968, onde substituiu Carlos Mendes. Participou no Festival RTP da Canção de 1969 onde interpretou o tema Cantiga. Nesse mesmo festival conheceu o poeta Ary dos Santos. Foi um dos vencedores do Prémio Casa da Imprensa como cançonetista e compositor ("pela riqueza harmónica, melódica e rítmica dos trabalhos gravados em disco").

### Anos 70
Regressa ao Festival RTP da Canção em 1970, com "Escrevo às Cidades", e em 1971 com "Cavalo à Solta", uma das suas primeiras composições com o poeta José Carlos Ary dos Santos. Ainda em 1971 é editado o disco Festival de Camaradagem com Paulo de Carvalho, Fernando Tordo, Duo Orfeu e José Carlos Ary dos Santos.
Regressa ao Festival RTP da Canção, em 1972, com Dentro da Manhã da autoria de Yvette Centeno e José Luis Tinoco. Nesse ano é editado o seu primeiro álbum, Tocata, com arranjos e direcção de Orquestra de Dennis Farnon. Inclui os temas "Tocata", "Dentro da Manhã", "Canto No Deserto", "Virgens Que Passais", "Canto Franciscano", "Cavalo À Solta", "Amor Vivo", "Aconteceu Na Primavera", "Vou Inventar Uma Flor", "Sangue Das Palavras" e "Tocata". Passa a gravar para a editora Tecla. Lança o single "Eu Não Vou Nisso"/"Invenção do Amor". Em 1973 vence o Festival RTP da Canção com a canção "Tourada".
"Portugal Ressuscitado", de Ary dos Santos e Fernando Tordo, (o célebre "Agora/ o povo unido/ nunca mais será vencido") é gravado logo a seguir ao 25 de Abril.
Vence o Prémio Casa da Imprensa de 1974 por "O Emprego"/"A Língua Portuguesa", com música e interpretação de Fernando Tordo, textos de José Carlos Ary dos Santos, orquestração de Pedro Osório e José Calvário: "O Melhor Disco Simples", pela popularidade e "as canções oriundas de um contexto especificamente português - o teatro de revista".
Em 1975 é um dos fundadores, juntamente com outros autores, entre os quais Paulo de Carvalho e Carlos Mendes, a primeira editora discográfica independente, "Toma Lá Disco". O primeiro disco é o álbum Feito Cá Para Nós.
Tordo vence novamente o Festival RTP da Canção, em 1977, desta vez com "Portugal no Coração", na interpretação do grupo Os Amigos, com Paulo de Carvalho, Luísa Basto, Ana Bola, Edmundo Silva (Sheiks) e Fernanda Piçarra. Editou nesse ano o álbum Estamos Vivos. Em 1977 ganha novamente o "Prémio Casa da Imprensa".

### Anos 80
Em 1980 lança o disco Cantigas Cruzadas. O afastamento de Ary dos Santos, marca uma nova etapa na sua carreira, passando também a ser autor dos poemas. Concorre ao primeiro Festival da Canção da Rádio Comercial, realizado em 1981, onde vence com "Conversa Nova". Arrecada ainda os 2.º e 4.º prémios do certame.
Em 1982 editou o disco Adeus Tristeza. É distinguido com o prémio para o melhor LP de música ligeira. Em 1984 participa novamente no Festival RTP da Canção, desta vez com "Canto de Passagem". Reside nos Açores entre os anos 1982 e 1986. Em 1984 lança o disco Anticiclone com orquestrações de François Rauber (antigo colaborador de Jacques Brel) que volta a colaborar no disco A Ilha do Canto de 1986.
Em 1988 foi um dos vencedores do Prémio Figueira da Foz, instituídos no âmbito do Prémio Nacional da Música, destinado a financiar diversos projectos discográficos. O prémio permitiu pagar a edição de Menino Ary dos Santos, um disco com 9 dos 27 poemas do livro "Asas" escrito por José Carlos Ary dos Santos com 15 anos de idade, numa pequena edição de 1000 exemplares, e que Fernando Tordo só conheceu, já no Faial, em 1984.

### Só Nós Três
Fernando Tordo, Carlos Mendes e Paulo de Carvalho, sob a direcção de Pedro Osório, prepararam uma série de quatro espectáculos para serem apresentados no Casino do Estoril. O espectáculo apresentava uma mistura de meia centena de sucessos antigos, temas mais recentes e algumas canções inéditas. O espectáculo foi gravado num duplo álbum que, em 1990, chegou a disco de platina.
Teve enorme sucesso comercial e percorreu o país e a Europa em digressão. Acompanharam ainda o Presidente Mário Soares nas suas viagens ao Oriente, entre elas Macau, China, Tailândia e Índia.

### Anos 90
Em 1991 volta a contar com a participação de François Rauber. Cria, escreve e apresenta em 1993 na SIC o programa "Falas tu ou falo eu". No ano seguinte grava o CD Só Ficou o Amor Por Ti, nos famosos estúdios de Abbey Road (Londres). Em 1995 lança o disco Lisboa de Feira, também gravado em Londres. Entre Maio e Junho de 1997 grava, em Barcelona, o disco Peninsular com direcção e arranjos do pianista Josep Mas "Kitflus".
Produz e apresenta durante 27 dias consecutivos, no Teatro Nacional D. Maria II, o espectáculo "O calendário". O disco Calendário é distribuído com o Diário de Notícias. Cada mês do calendário é acompanhado por pinturas de José Manuel Castanheira. Este CD, vendido com o Diário de Notícias é ainda hoje o CD mais vendido em Portugal num só dia.
Venceu o Prémio Casa da Imprensa em 1997.
Em 1999 apresenta o programa "Clube Tordo" na CNL. Desloca-se a Timor-Leste em Novembro de 1999 com Jorge Palma e Rui Pinto de Almeida. Desta parceria, resultou uma série documental de três episódios, intitulada "Timor-Leste, a Paz e a Língua Portuguesa". Foi exibida no CNL e posteriormente na RTPi.

### Anos 2000
A convite do Instituto Camões, o artista apresentou este trabalho em Timor, em 2002, acompanhado pelo maestro João Balula Cid e seus músicos. O músico Jorge Palma também o acompanha  nesta viagem.
Em Março de 2002 é editado E No Entanto Ela Move-se, gravado em Barcelona, que inclui temas dedicados aos filmes "Cinema Paraiso" e "O carteiro de Pablo Neruda" e ainda homenagens a George Harrison ("Preciso De Ti") e ao povo de Timor-Leste ("O Timorense"). O disco teve distribuição da editora Universal. As letras datam quase todas do ano 2000 (com excepção de "O Timorense", escrita em Timor em dezembro de 1999). As músicas foram todas compostas em 2001, entre Janeiro e Novembro.
O seu livro "Fantásticas, Fingidas e Mentirosas", cujo título é retirado de uma estrofe d’Os Lusíadas, é editado em Novembro de 2003. O seu primeiro romance foi editado pela editora Sporpress.
"Tributo a los laureados Nobel", um disco em que música alguns dos poemas dos escritores laureados com o máximo galardão das artes e ciências, é editado em 2006 pela Factoria Autor.
Em 2008 lança o livro "Se Não Souberes Copia" . No mesmo ano foi Comissário contra a Violência no Namoro e organizou o espectáculo para esse fim no Teatro Tivoli com participação dos Deolinda, Susana Félix e Amor Electro.
Entre 2008 e 2010 faz uma digressão por grandes cidades com a Stardust Orchestra (24 músicos) dirigida pelo maestro Pedro Duarte. Esta digressão culminou num espectáculo em no Coliseu dos Recreios com participações especiais de Carminho, Rui Veloso e Gato Fedorento

### Anos 2010—atualidade
Fernando Tordo gere a empresa Stardust Produções, que recebeu desde 2008, ano em que foi criada, mais de 200 mil euros por ajuste directo pela produção de espectáculos por parte do estado. Entre as entidades adjudicantes estão várias câmaras municipais, como Portimão, Montijo, Mangualde, Vila Nova de Cerveira, Covilhã, Ponte de Lima, Abrantes, Matosinhos, Almada e Lamego que contrataram produções à Stardust num valor superior a 159 600 euros. [carece de fontes?]
Em 2013 faz uma série de espectáculos íntimos com outros cantores como Sara Tavares, Tiago Bettencourt, António Zambujo,  Amor Electro, Deolinda, Luísa Sobral entre outros.
Em 2014, anunciou a intenção de emigrar.
Em 18 de fevereiro de 2014, partiu para Pernambuco, Brasil. Aos 65 anos, o músico emigra em busca de trabalho e desencantado com o país. Antes de partir afirmou "É muito provável que aproveite estes últimos anos da minha vida, porque não os quero consumir aqui. Eu não quero, eu não aceito esta gente, não aceito o que estão a fazer ao meu país. Não votei neles, não estou para ser governado por este bando de incompetentes. Vou-me reformar deste país. Não me está a apetecer ficar aqui, de maneira nenhuma. Acho que ainda tenho muita coisa para fazer".
A 21 de Fevereiro de 2014 foi divulgado que a empresa Stardust Produções, gerida por Fernando Tordo para organizar concertos seus, recebeu entre 2008, ano em que foi criada, e o início de 2014 mais de 200 mil euros do estado através de contratos de ajuste directo, tendo em Janeiro de 2014 recebido dois contratos da Associação Cultura e Conhecimento para a Igualdade do Género, um de 4500 euros e outro de 5500 euros, para a realização de espectáculos. [carece de fontes?]
A divulgação dos contratos levou a mulher de Fernando Tordo, Eugénia Passada, a emitir um comunicado alegando que o marido "precisava de trabalho", salientando que o valor que a empresa Stardust Produções não seria exagerado. [carece de fontes?]
Foi também divulgado que a Associação Cultura e Conhecimento para a Igualdade do Género, que contratou a empresa de Fernando Tordo para realizar espectáculos, tem como sócios fundadores Fernando Tordo e a sua mulher, Eugénia Passada, e que a associação não-governamental teria recebido nos últimos anos mais de 200 mil euros de apoios do estado para a gestão dos seus projectos.[carece de fontes?]
Participa, em Maio de 2014, no Programa do Jô acompanhando a cantora brasileira Fafá de Belém.
Em 2016 lançou seu primeiro trabalho feito já no Brasil, "Outro Canto". O CD foi agraciado com o Prêmio Pedro Osório, como melhor CD de música portuguesa de 2016.
Em 2018 regressou a Portugal, e revelou que lutou contra o alcoolismo durante a vida, frequentando os Alcoólicos Anónimos.
Em Janeiro de 2022, afirmou que "90% da música portuguesa que ouvimos atualmente não tem qualquer dignidade. É para atrasados mentais. Salvo raras e honrosíssimas exceções, o que temos, na maioria, é gente que não cresce porque não ouve, porque não aprende. Têm que aprender. A minha geração aprendeu". Carolina Deslandes, Agir, Miguel Cristovinho, dos D.A.M.A, Luísa Sobral e Diogo Piçarra foram alguns dos artistas que lamentaram as declarações de Fernando Tordo. Mais tarde o músico pediu desculpa pelo "mau momento".

### Participações

#### Como cantor

##### Festival da Canção
| Edição | Canção                | Música                          | Letra                        | Final             | Pontos            | Semi           | Pontos         |
| ------ | --------------------- | ------------------------------- | ---------------------------- | ----------------- | ----------------- | -------------- | -------------- |
| 1969   | "Cantiga"             | José Firmino Morais Soares      | José Henrique Rodrigues Dias | 5º                | 23                | Sem semifinais | Sem semifinais |
| 1970   | "Escrevo às cidades"  | Fernando Tordo & Jaime Queimado | Vítor Manuel Oliveira Jorge  | 10º               | 3                 | Sem semifinais | Sem semifinais |
| 1971   | "Cavalo à solta"      | Fernando Tordo                  | José Carlos Ary dos Santos   | 3º                | 42                | Sem semifinais | Sem semifinais |
| 1972   | "Dentro da manhã"     | José Luis Tinoco                | Yvette Centeno               | 8º                | 10                | Sem semifinais | Sem semifinais |
| 1973   | "Tourada"             | Fernando Tordo                  | José Carlos Ary dos Santos   | 1º                | 115               | Sem semifinais | Sem semifinais |
| 1973   | "Carta de longe"      | Fernando Tordo                  | José Carlos Ary dos Santos   | 5º                | 23                | Sem semifinais | Sem semifinais |
| 1977   | "Portugal no coração" | Fernando Tordo                  | José Carlos Ary dos Santos   | 1º                | 62844             | Sem semifinais | Sem semifinais |
| 1984   | "Canto de passagem"   | Fernando Tordo                  | Joaquim Pessoa               | Não se qualificou | Não se qualificou | 10º            | 6              |

##### Eurovisão
| Edição | Canção                | Música         | Letra                      | Final | Pontos |
| ------ | --------------------- | -------------- | -------------------------- | ----- | ------ |
| 1973   | "Tourada"             | Fernando Tordo | José Carlos Ary dos Santos | 10º   | 80     |
| 1977   | "Portugal no coração" | Fernando Tordo | José Carlos Ary dos Santos | 14º   | 18     |

#### Como autor
| Edição | Artista            | Canção                    | Final             | Pontos            | Semi           | Pontos         |
| ------ | ------------------ | ------------------------- | ----------------- | ----------------- | -------------- | -------------- |
| 1970   | Duarte Mendes      | "Então dizia-te"          | 9º                | 6                 | Sem semifinais | Sem semifinais |
| 1970   | Fernando Tordo     | "Escrevo às cidades"      | 10º               | 3                 | Sem semifinais | Sem semifinais |
| 1971   | Fernando Tordo     | "Cavalo à solta"          | 3º                | 42                | Sem semifinais | Sem semifinais |
| 1973   | Fernando Tordo     | "Tourada"                 | 1º                | 115               | Sem semifinais | Sem semifinais |
| 1973   | Fernando Tordo     | "Carta de longe"          | 5º                | 23                | Sem semifinais | Sem semifinais |
| 1973   | Simone de Oliveira | "Apenas o meu povo"       | 8º                | 7                 | Sem semifinais | Sem semifinais |
| 1973   | Luís Duarte        | "Minha senhora das dores" | 10º               | 3                 | Sem semifinais | Sem semifinais |
| 1976   | Carlos do Carmo    | "Novo fado alegre"        | 2º                | 23,97%            | Sem semifinais | Sem semifinais |
| 1976   | Carlos do Carmo    | "Estrela da tarde"        | 6º                | 9,29%             | Sem semifinais | Sem semifinais |
| 1977   | Os Amigos          | "Portugal no coração"     | 1º                | 62844             | Sem semifinais | Sem semifinais |
| 1977   | Gemini             | "Portugal no coração"     | 6º                | 25283             | Sem semifinais | Sem semifinais |
| 1984   | Zélia Rodrigues    | "Tricot de cheiros"       | Não se qualificou | Não se qualificou | 8º             | 8              |
| 1984   | Fernando Tordo     | "Canto de passagem"       | Não se qualificou | Não se qualificou | 10º            | 6              |
| 2018   | Anabela            | "Para Te Dar Abrigo"      | 6º                | 7                 | 4º             | 13             |

## Discografia

### Álbuns
- Tocata (LP, Pergola-Universal, Philips, 1972)
- Feito Cá Para Nós (LP, TLD, 1975)
- Operários de Natal (LP, TLD, 1976) - com Carlos Mendes
- Estamos Vivos! (LP, TLD, 1977)
- Fazer Futuro (LP, TLD, 1979)
- Cantigas Cruzadas (LP, Danova, 1980)
- Sopa de Pedra (LP, Danova, 1981)
- Adeus Tristeza (LP, Dacapo, 1982)
- Anticiclone (LP, Transmédia, 1984)
- A Ilha do Canto (LP, Transmédia, 1986)
- O Menino Ary dos Santos (LP, CBS, 1988)
- Só Nós Três (2LP, EMI, 1989) - com Carlos Mendes e Paulo de Carvalho
- Boa Nova (LP, Tertúlia/Sonovis, 1992) - com Carlos Mendes)
- Só Ficou o Amor por Ti (CD, Movieplay, 1994)
- Lisboa de Feira (LP, ed. Autor/FTEP, 1995) (com a National Youth Jazz Orchestra)
- Calendário (CD, ed. Autor/Sonovis, 1996)
- Calendário (CD, ed. Autor/DN, 1997)
- Peninsular (CD, 1997)
- E no entanto ela move-se (CD, Universal/FTEP, 2002)
- Laureados com os Prémios Nobel (F. Autor, 2006)
- Outro Canto (CD, Tratore, 2016)
- Duetos Diz-me Com Quem Cantas (CD, Sony, 2019)

### Singles e EPs
- Cantiga (EP, Decca, 1969) [Cantiga/That Day/O Pedro/Flor Magoada]
- The Windmills Of Your Mind / Maré Vida (Single, Decca, 1969)
- Bem Querer, Mal Vier / Cantiga de Chegando-se (Single, Decca, 1969)
- Escrevo Às Cidades (Single, Decca, 1970)
- Festival da Camaradagem (1970) (com Paulo de Carvalho, Duo Orfeu e José Carlos Ary dos Santos)
- Cavalo À Solta / Aconteceu na Primavera (Single, Phillips, 1971)
- Canto No Deserto / Vou inventar uma flor (Single, Philipp, 1971)
- A Time Of Freedom / I think I love you (Single, Polygram)
- Canto Franciscano / Amor Vivo (Single, Philips, 1972)
- Amor Vivo / Canto Franciscano (Single, Philips, 1972)
- Caballo En Libertad / Canto En El Desierto (Single)
- Dentro da Manhã / Sangue das Palavras (Single, Philips, 1972)6031013
- Eu Não Vou Nisso / Invenção do Amor (Single, Tecla, 1972) TE 20053
- Tourada / Carta de Longe (Single, Tecla, 1973) TE 20060
- Cai-Cai / Dueto A Uma Voz (Single, Zip-Zip, 1974) 30057
- O Emprego / A Língua Portuguesa (Single, Zip-Zip, 1974) 30063
- Fado do Operário Leal / Tango Económico (Single, Zip-Zip, 1974) 30068
- O Café / Uma Rosa, Uma Estrela (Single, Orfeu, 1973) ksat 503
- Flor Magoada (EP, Valentim de Carvalho, 1974)
- Fado de Alcoentre / Assim, Como Quem Morre (Single, TLD, 1975) SN-2001
- Fado de Alcoentre (EP, TLD, 1975) Fado das Rabanadas/Fado de Alcoentre/Fado Espanhol/Assim, Como Quem Morre - TLD 3001
- De Pé Na Revolução / Dia de Haver Revolução [Tordo/Carlos Mendes]
- Maldita Carestia / O Regresso dos Patrões [Tordo/Carlos Mendes] (Single, TLD)
- Alegria Na Luta / O Trabalho - 1976

- Dueto A Uma Corda
- Portugal no Coração / Cantiga de Namorar (Single, TLD, 1977) TLS 009
- Balada Para Os Nossos Filhos / Canção do Emigrante (Single, TLD, 1977) TLS 014
- Duas Cantigas do Mestre André (1977)
- O Caso da Mãozinha Misteriosa (Tld, 1977)
- 4 Canções Para Portugal (EP, TLD, 1977)
- Carta para um amigo / Mesa para dois / canta canta cavaquinho / carta para uma amiga (TLD, 1978)
- Festa Cá Para Nós (Single, TLD, 1978)
- Conversa Nova / Jogo da Vida (Single, Danova, 1981) 2917
- Adeus Tristeza / Dá Para Falar (Single, Dacapo, 1983) SPO 15001
- Canto de Passagem / O Nome Tanto Faz (Single, Orfeu, 1984)
- O Olhar do Astronauta (Portugal Telecom, 1998)
- Obama / Amy Winehouse (Single, 2010)

### Compilações
- O Melhor dos Melhores vol. 76 - Fernando Tordo e Carlos Mendes ()
- Antologia (LP, Danova, 1982)
- Os Primeiros Êxitos de Carlos Mendes e Fernando Tordo (Compilação, EMI, 1993)

### Participações

#### Compilações
- Jardim da Bicharada (2006) (de António Avelar de Pinho)[7]

## Distinções e prémios
- A 17 de Outubro de 2003, foi agraciado com o grau de Comendador da Ordem do Mérito.[8]
- A 11 de abril de 2023, foi agraciado com o grau de Comendador da Ordem da Liberdade.[8]

## Comentários
"O Festival da Canção marcou-me muito, mas foi num outro tempo, com outros autores e compositores, outra música, outros intérpretes. Participei entre 1969 e 1973, ano em que ganhei com a Tourada. Voltei depois em 1977 com Os Amigos, mas nessa altura já tinha outras características. A RTP faz parte da nossa história, como nós fazemos parte da história da RTP. Foram tempos muito importantes para os intérpretes, os autores e os compositores."— [carece de fontes?]